# Кавалера, Макс
Массимилиано (Макс) Антонио Кавалера (порт. Massimiliano Antônio Cavalera, «Possessed»; 4 августа 1969, Белу-Оризонти) — бразильский вокалист и гитарист итальянского происхождения. Старший брат Игоря Кавалеры. Основатель групп Sepultura, Nailbomb, Soulfly, Cavalera Conspiracy и Killer be Killed.

## Биография
Макс Кавалера родился 4 августа 1969 года в городе Белу-Оризонти, Бразилия. Его отец, Грациано Кавалера, был сотрудником итальянского консульства в Бразилии. Там он женился на Вании — местной девушке из Белу-Оризонти, модели. У них родилось двое сыновей — Макс и Игорь. Также у Макса есть сводная сестра Кира. С детства Макс интересовался музыкой. Он начал слушать такие группы как Van Halen, Iron Maiden, Motörhead и AC/DC, затем перешёл на более жёсткий материал — Death, Venom, Possessed и т. д. В 1984 году создал со своим братом Игорем коллектив Sepultura. В то время в Бразилии не было развитой дет/треш-метал сцены и известных групп, но тяжёлые риффы, лирика на религиозные и политические темы, которую создавал Макс, принесли группе широкую популярность. В конце 1980-х у Макса появилась возможность попасть в Нью-Йорк, для заключения контракта на 7 альбомов с Roadrunner records. До 1991 года Кавалера жил в Бразилии. Затем он вместе с женой Глорией — менеджером Sepultura, переезжает в Финикс, штат Аризона, и становится гражданином США. В 1991 году Sepultura выпускает альбом Arise, ставший платиновым по сертификации RIAA. Затем в 1993 году выходит Chaos A.D. — от трэша группа отошла к более ритмическому металлу с элементами бразильского фольклора.
В 1994—1995 годах, со своим братом Игорем и зятем своей жены (мужем одной из её дочерей от предыдущего брака) Алексом Ньюпортом, он записывает альбомы Point Blank и Proud To Commit Commercial Suicide, в рамках сайд-проекта Nailbomb.
В 1996 году, спустя некоторое время после выхода альбома Roots, на сайте Sepultura появилось официальное заявление, что Макс больше не является участником группы. Конфликт, начавшийся издавна, был связан с Глорией, которая была менеджером группы. Группа уволила именно Глорию, а Макс, поставив условие, что только Глория будет их менеджером, с которым коллектив не согласился, решил также уйти из Sepultura, позже основав новый коллектив Soulfly.
Живёт в Финиксе, Аризона со своей женой Глорией и их общими детьми Зайоном и Игорем.
Его пасынок, Дана Уэллс, погиб в аварии в 1996 году. Для записи альбомов Кавалера часто  приглашает певцов и музыкантов из групп, которые нравились Дана, в частности, Фреда Дёрста, Тома Арайа, Чино Морено, Шона Леннона, Кори Тейлора, Грейди Эвенелла, Бартона Си Белла, Джонатана Дэвиса и других. Также Макс с Глорией проводят ежегодный концерт с участием многих групп в честь Даны.
В 2008 году Кавалера со своим братом Игорем, также покинувшим в конце концов Sepultura, впервые за 10 лет объединились вместе для сайд-проекта Cavalera Conspiracy и записали первый альбом Inflikted, получивший высокую оценку критиков и занимающий не последние места в хит-парадах многих стран.
Кавалера появляется в видеоигре 2009 года Grand Theft Auto IV: The Lost and Damned в роли самого себя на игровой радиостанции LCHC.
В 2013 году Кавалера выпустил автобиографию под названием "Мои кровавые корни"; его соавтором был британский писатель Джоэл Макайвер, а предисловие к книге написал Дейв Грол.
Макс поддержал присоединение Крыма к Российской Федерации в 2014 году.

## Религиозные взгляды
Макс Кавалера был крещён в Ватикане в возрасте 9 лет. В интервью 2009 года он признавался, что верит в Бога, хотя не является правоверным католиком. По его мнению, «более настоящей» является Православная церковь, а сам он интересуется Сербской, Русской и Греческой православными церквями. Жена Макса Глория и их дети православные; у Глории есть русские корни — её бабушка покинула Россию после революции. В одном из интервью Глория говорила, что «Макс всё ещё католик. Но отец Никон уже работает над ним».
В конце концов, Макс принял решение и крестился в Православной Церкви.

Я ненавижу многое в «религии», но люди подобные Христу — да, они вдохновляют меня. Я имею в виду, что если вы посмотрите на Христа — он водился с опустившимися, с проститутками и неудачниками, знаете ли, не с теми ублюдками из высшего общества, которые пытаются продать Иисуса сегодня!
Оригинальный текст (англ.)I do hate a lot of «religion» but people like Christ — yeah they inspire me. I mean if you look at Christ, He was hanging around with the lowlifes, prostitutes and the losers you know, not going around with those high society motherfuckers you see trying to sell Jesus today!
— Интервью об отношении к религии

Если бы я был христианином, я бы принимал все эти знамения. Христиане слишком консервативны. Мне не нравится концепция христианства в смысле ограниченности мысли. То же самое в музыке. Иногда я сравниваю проповедников с узкомыслящими музыкантами, или узколобыми слушателями, которым нравится только один вид музыки. Некоторые проповедники такие же. Они не терпят, индуизм, буддизм или что-то ещё. Только себя. Это полная хрень! Soulfly совсем не христианская группа. Во многом противоположная. Но мы очень духовны. Духовность не имеет ничего общего с христианством. Она существует с начала времён.
Оригинальный текст (англ.)If I was a Christian I would wear all these different kinds of omens. Because Christian people are so close minded. A priest would not except that. So I don't like the concept of Christianity in terms of being so close minded. It is the same with music. Sometimes I compare preachers to close minded musicians or close minded listeners, who only like one kind of music. Some preachers are the same. And they don't tolerate Hindus, Buddhists or whatever. Only them. It's bullshit. So Soulfly is not a Christian band at all. Very much opposite. But we are very spiritual. Spiritual has nothing to do with Christianity anyway. It has been here since the beginning of time
— 

## Дискография

### Sepultura
- 1985 — Bestial Devastation
- 1986 — Morbid Visions
- 1987 — Schizophrenia
- 1989 — Beneath the Remains
- 1991 — Arise
- 1993 — Chaos A.D.
- 1996 — Roots

### Nailbomb
- 1994 — Point Blank
- 1995 — Proud to Commit Commercial Suicide

### Soulfly
- 1998 — Soulfly
- 2000 — Primitive
- 2002 — 3
- 2004 — Prophecy
- 2005 — Dark Ages
- 2008 — Conquer
- 2010 — Omen
- 2012 — Enslaved
- 2013 — Savages
- 2015 — Archangel
- 2018 —  Ritual[англ.]
- 2022 — Totem

### Cavalera Conspiracy
- 2008 — Inflikted
- 2011 — Blunt Force Trauma
- 2014 — Pandemonium
- 2017 — Psychosis
- 2023 — Bestial Devastation
- 2023 — Morbid Visions
- 2024 — Shizophrenia

### Killer Be Killed
- 2014 — Killer Be Killed[англ.]
- 2020 — Reluctant Hero